# Nedeljko Dragić
Nedeljko Dragić (Paklenica kod Novske, 1936.), redatelj, autor crtanih filmova, karikatura, stripova i brojnih ilustracija srpskog podrijetla.
Jedan od najbriljantnijih autora Zagrebačke škole crtanog filma, danas svakako najveći živući autor iz zlatnog doba škole.

## Životopis
Nesuđeni pravnik, koji nije nikada završio fakultet, već je u toku studija otkrio crtački talent i počeo raditi kao karikaturist i strip crtač za brojne zagrebačke novine. Potom počinje njegov rad na crtanom filmu, u legendarnim studijima Zagreb filma iz Vlaške ulice, od prvog crtanog filma Elegija (1965.) do Slike iz sjećanja (1989.). Razvio je vlastiti osebujni stil u animaciji na osnovu svojeg crteža prožetog linearnom, karikaturističkom manirom. Njegovi najpoznatiji filmovi su Idu dani, Možda Diogen, Krotitelj divljih konja, Dnevnik, Tup - tup, Dan kad sam prestao pušiti i Slike iz sjećanja. Filmom Tup - tup bio je nominiran za nagradu Oscar, a po mnogima mu je ta nagrada nepravedno izmakla 1974. za film Idu dani (film koji spletom raznoraznih okolnosti nije ni poslan u Los Angeles). Američka filmska akademija mu se na neki način ipak odužila primajući ga u svoje članstvo kao prvog filmaša s prostora bivše Jugoslavije.

## Nagrade
Dobitnik je brojnih nagrada na festivalima crtanog filma širom svijeta, 2002. dobio je Vjesnikovu nagradu Krešo Golik za životni doprinos filmskoj umjetnosti.
Godine 2013. dobio je nagradu "Andrija Maurović" za životno djelo na području hrvatskog stripa, koju dodjeljuje udruga Art9.
Godine 1972. dobio je godišnju Nagradu Vladimir Nazor, a 2013. istu nagradu za životno djelo u području filmske umjetnosti.

## Filmografija
- Elegija (1965.)
- Krotitelj divljih konja (1966.)
- Možda Diogen (1968.)
- Per Aspera Ad Astra (1969.)
- Idu dani (1969.)
- Tup - tup (1972.)
- Dnevnik (1974.)
- Dan kada sam prestao pušiti (1982.)
- Slike iz sjećanja (1989.)
- Vrata (1993.)